# Águas da Prata
Águas da Prata é um município brasileiro do estado de São Paulo, localizado a 238 km da capital, na encosta do planalto do vulcão de Poços de Caldas. Suas atrações naturais atraem turistas de todo país. O município é formado pela sede (que inclui o povoado de Cascata) e pelo distrito de São Roque da Fartura.

## Estância hidromineral
Águas da Prata é um dos 11 municípios paulistas considerados estâncias hidrominerais pelo Estado de São Paulo, por cumprirem determinados pré-requisitos definidos por Lei Estadual. Tal status garante a esses municípios uma verba maior por parte do Estado para a promoção do turismo regional. Também, o município adquire o direito de agregar junto a seu nome o título de Estância Hidromineral, termo pelo qual passa a ser designado tanto pelo expediente municipal oficial quanto pelas referências estaduais.

## Toponímia
"Águas" é porque a cidade possui muitas águas termais. A origem do nome "Prata" vem de uma corruptela do tupi-guarani “Pay tâ”, que ao ser pronunciada pelos portugueses tornou-se “Prata”. Em tupi-guarani, “Pay tâ” significa “água dependurada” em virtude da alta mineralização das águas que ao escorrerem próximas as minas, formando estalactites.

## História
A formação natural, geológica, mineral e social da cidade  é resultado de fatos históricos de grande relevância nacional, como: o extinto ciclo do ouro, a proximidade física com antiga atividade vulcânica, a evolução do ciclo do café e a Revolução de 1932.Tudo isso conduziu ao surgimento de estradas de ferro e ferrovias, e ao comércio e terapias das águas minero medicinais.

Águas da Prata, visão panorâmica.

A descoberta da primeira fonte de “Águas da Prata” é atribuída ao acaso. Em 1876, o dentista Rufino Luiz de Castro Gavião observou que, na fazenda do coronel Gabriel Ferreira, situada no município de São João da Boa Vista, havia um veio d'água, às beiras do Ribeirão da Prata, que era muito procurado pelos animais, que ali iam saciar sua sede, em vez de fazê-lo nas águas do Ribeirão. Intrigado com o fato, Rufino provou as águas do pequeno veio. Viu, desde logo, que se tratava de água mineral, provavelmente bicarbonatada.

Águas da Prata em 1962.

Em 1886, a inauguração do ramal da Companhia Mogiana de Estradas de Ferro, ligando Cascavel (hoje Aguaí) a Poços de Caldas, despertou o interesse dos cafeicultores da região para a estação de embarque da ferrovia no vale banhado pelo Ribeirão da Prata e o Córrego da Platina, que passaram a construir suas residências junto à estação, nascendo então o povoado de Prata.

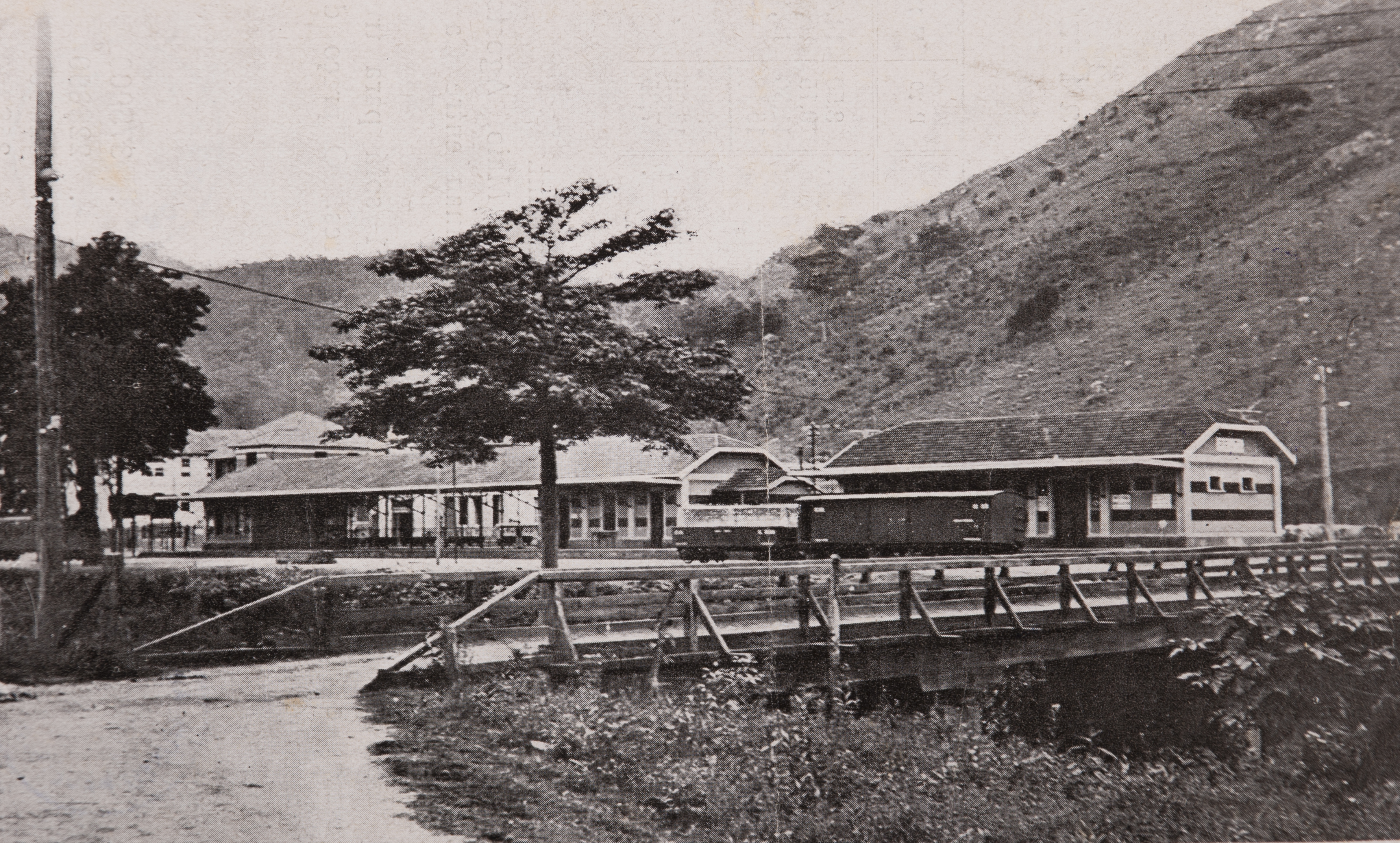
Estação aberta em 1886 com o nome de Prata.

A vocação para Estância Hidromineral consolidou-se quando químicos do Departamento Geográfico e Geológico do Estado, pesquisando a região, fizeram prospecção das fontes, comprovando a viabilidade da exploração econômica de sua mineração. Criou-se em 1913, uma empresa para o fim em questão, fazendo com que surgissem hotéis e toda infra-estrutura necessária.
Em 1916, fez-se o primeiro hotel e, por iniciativa particular de seus moradores, foi efetuada a análise química da água das fontes, constatando-se suas propriedades alcalinas, semelhantes às das fontes de Vichy, na França e o local acabou ganhando o apelido de “A Vichy Brasileira”.

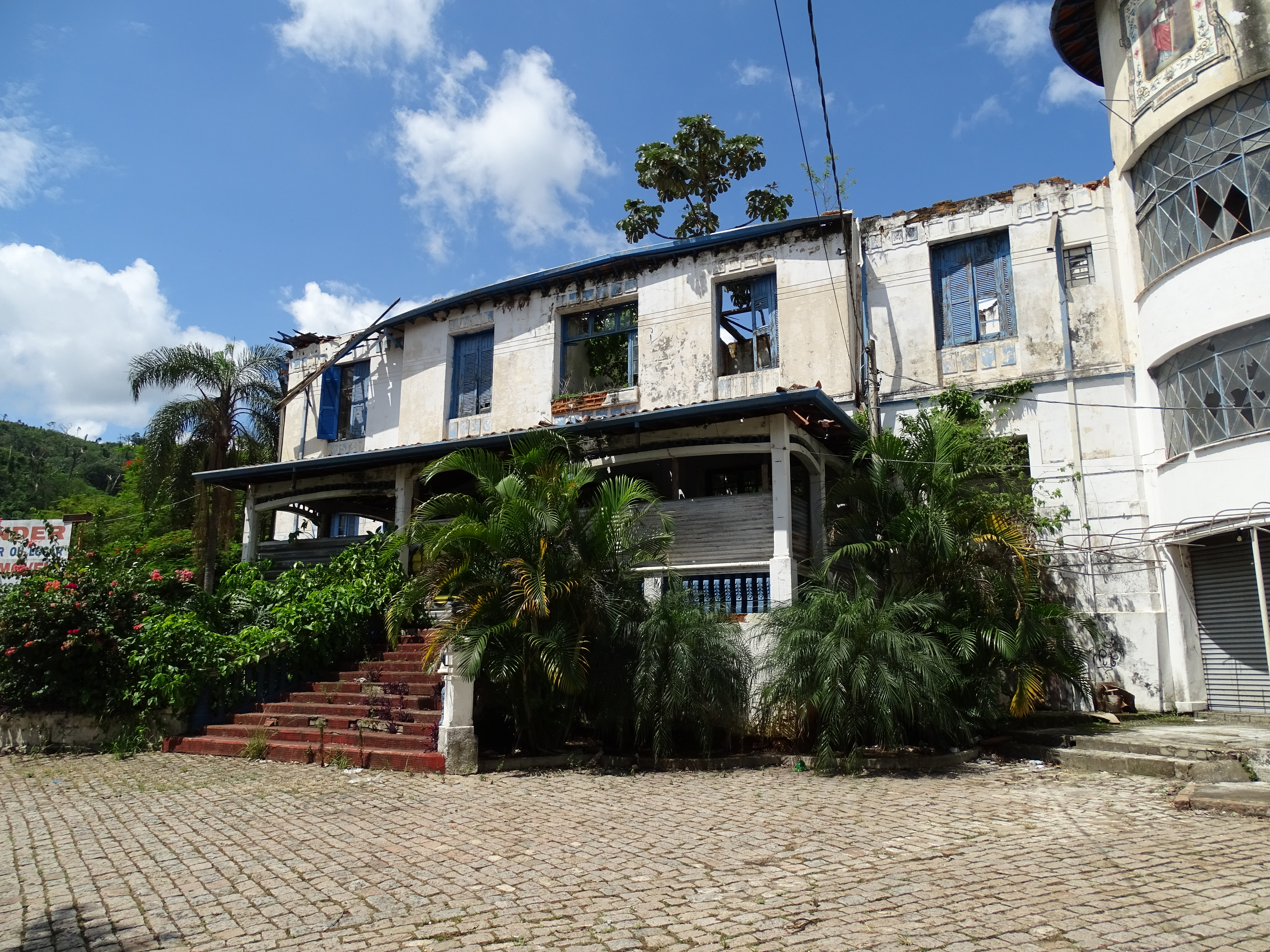
O antigo Hotel São Paulo.

### Formação territorial-administrativa
Histórico da formação do município:
- Distrito criado com a denominação de Estância Hidromineral de Águas da Prata (ex-povoado de Prata) pela Lei Estadual nº 2.093, de 23/12/1925, no município de São João da Boa Vista.
- Elevado à categoria de município com a denominação Águas da Prata pelo Decreto-lei Estadual nº 7.277, de 03/07/1935, desmembrado de São João da Boa Vista. Instalado em 16/12/1935.
- Pela Lei Estadual nº 233, de 24/12/1948, é criado o distrito de São Roque da Fartura.

## Geografia

### Clima

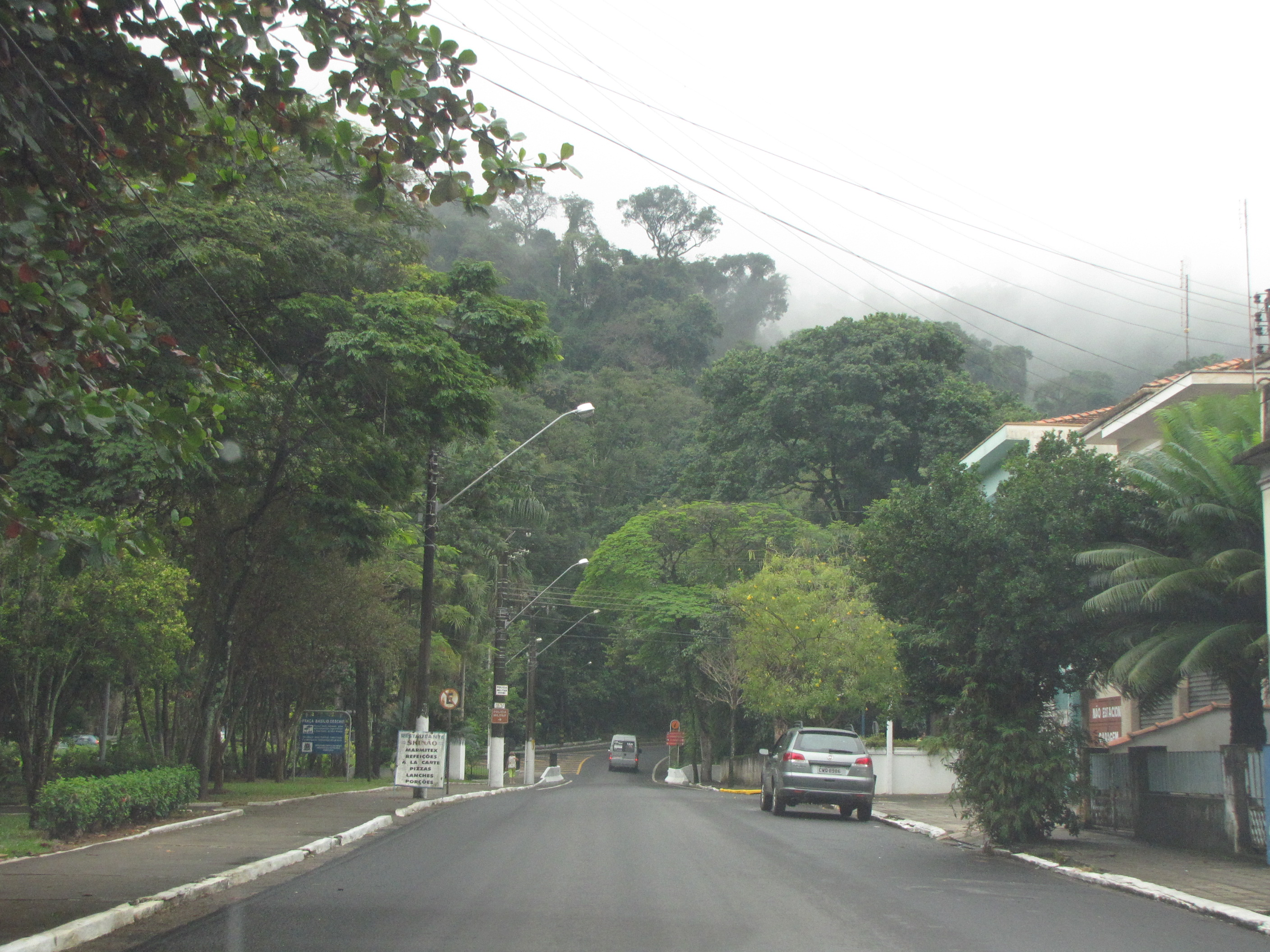
Aspecto local.

O clima do município é do tipo Cwb na classificação climática de Köppen. Apresenta verões quentes e chuvosos e invernos secos e frios. A temperatura média anual é de 19,3 °C, sendo 23,8 °C a média das temperaturas máximas e 14,7 °C a das mínimas. Janeiro, fevereiro, março e dezembro são os meses mais chuvosos, e maio, junho, julho e agosto os mais secos. Outono e primavera são estações de transição.

### Topografia

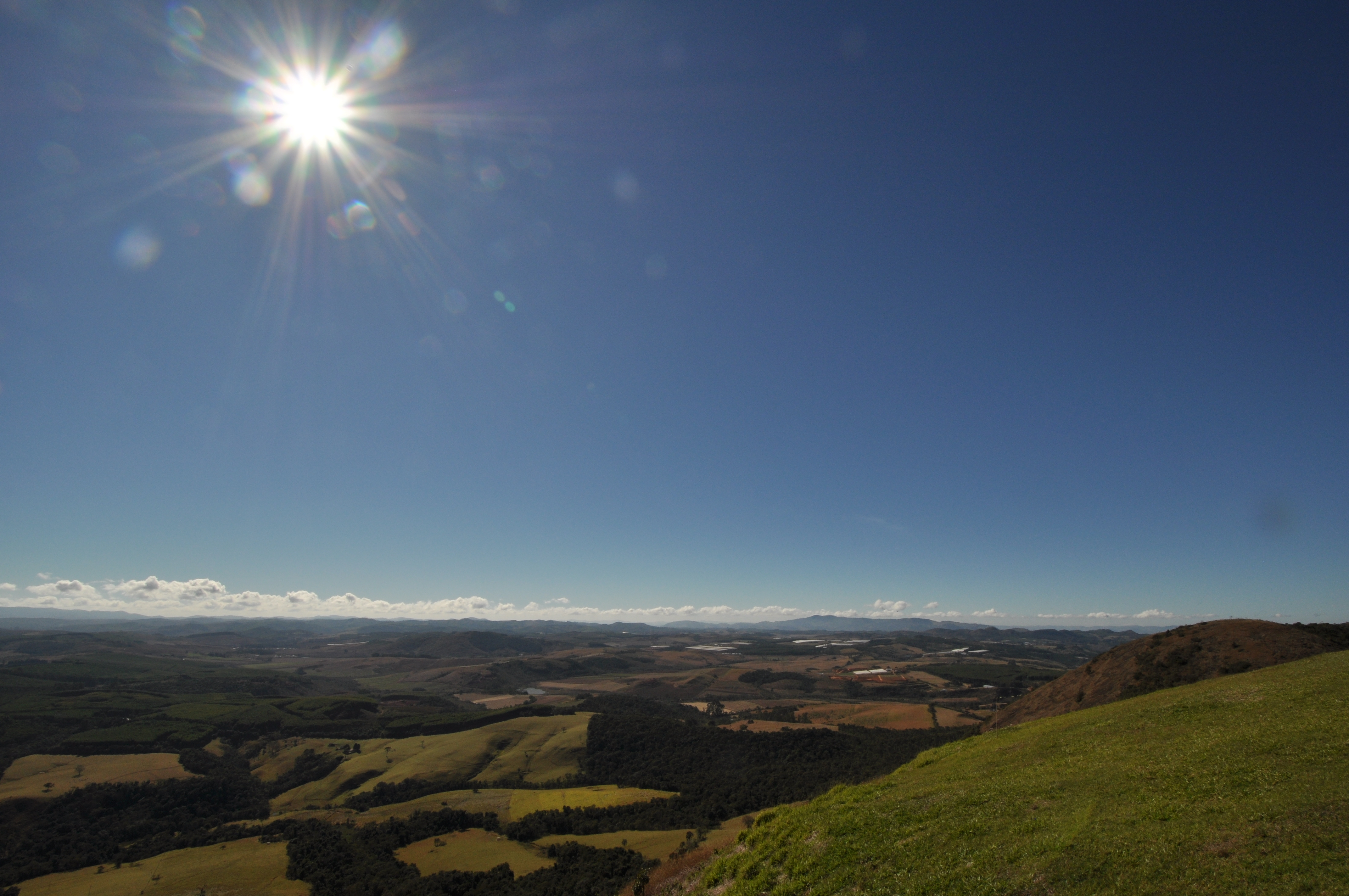
Vista do Pico do Gavião.

Em sua topografia conta com dois picos:
- O Mirante da Lajinha tem em seu topo várias torres de retransmissores de televisão, bem como atendimento de suporte da Cesp, Telesp, Polícia Militar, entre outros
- O Pico do Gavião é utilizado para a prática de esportes como asa delta e paraglider.

A sede do município está situada no sopé da Serra da Mantiqueira, a uma altitude de 840 m.

### Hidrografia
- O Rio Quartel e o Rio da Prata são enriquecidos por nascente de água mineral, destacando-se as radioativas, bicarbonatadas e magnesianas. Entre as radioativas destaca-se a Vilela, que pode ser utilizada nas dependências do Bosque, constatando em análise a existência de 186 machês de radioatividade na fonte.[16] Conta com um balneário de propriedade da Secretaria de Esportes e Turismo construído na década de 70, sendo o autor do projeto João Walter Toscano
- Rio Jaguari Mirim

## Demografia

### População
| Crescimento populacional                             | Crescimento populacional | Crescimento populacional | Crescimento populacional |
| Ano                                                  | População Total          |                          | %±                       |
| ---------------------------------------------------- | ------------------------ | ------------------------ | ------------------------ |
| 1937                                                 | 3 062                    |                          | —                        |
| 1940                                                 | 5 490                    |                          | 79,3%                    |
| 1946                                                 | 6 325                    |                          | 15,2%                    |
| 1950                                                 | 5 882                    |                          | −7,0%                    |
| 1958                                                 | 6 221                    |                          | 5,8%                     |
| 1960                                                 | 6 753                    |                          | 8,6%                     |
| 1970                                                 | 5 876                    |                          | −13,0%                   |
| 1980                                                 | 5 717                    |                          | −2,7%                    |
| 1991                                                 | 6 692                    |                          | 17,1%                    |
| 2000                                                 | 7 131                    |                          | 6,6%                     |
| 2010                                                 | 7 584                    |                          | 6,4%                     |
| 2022                                                 | 7 369                    |                          | −2,8%                    |
| Est. 2024                                            | 7 470                    | [ 17 ]                   | 1,4%                     |
| Fontes: Censos Demográficos IBGE e Estimativas SEADE |                          |                          |                          |

### Dados demográficos
Dados do Censo - 2010
População total: 7.584
- Urbana: 6.771
- Rural:  813
  - Homens: 3.747
  - Mulheres: 3.837

Densidade demográfica: 50,01 hab./km²
Mortalidade infantil até um ano: 12,52 por mil
Expectativa de vida: 73,11 anos
Taxa de fecundidade: 2,11 filhos por mulher
Taxa de alfabetização: 91,41%
Índice de Desenvolvimento Humano (IDH-M): 0,810
- IDH-M Renda: 0,745
- IDH-M Longevidade: 0,802
- IDH-M Educação: 0,884

(Fonte: IPEADATA)

## Política e administração
- Prefeita: Regina Helena Janizelo Moraes (PSC) (2021/2024)
- Vice-prefeito: Ângelo (PTB) (2021/2024)
- Presidente da câmara: Fábio Ferraz de Campos (PV) (2017/2018)

## Economia

### Águas minerais
A Águas Prata é uma tradicional empresa de águas minerais e bebidas instalada na cidade desde 1876, tendo assim mais de 140 anos de tradição no envase de água mineral.

## Infraestrutura

### Rodovias

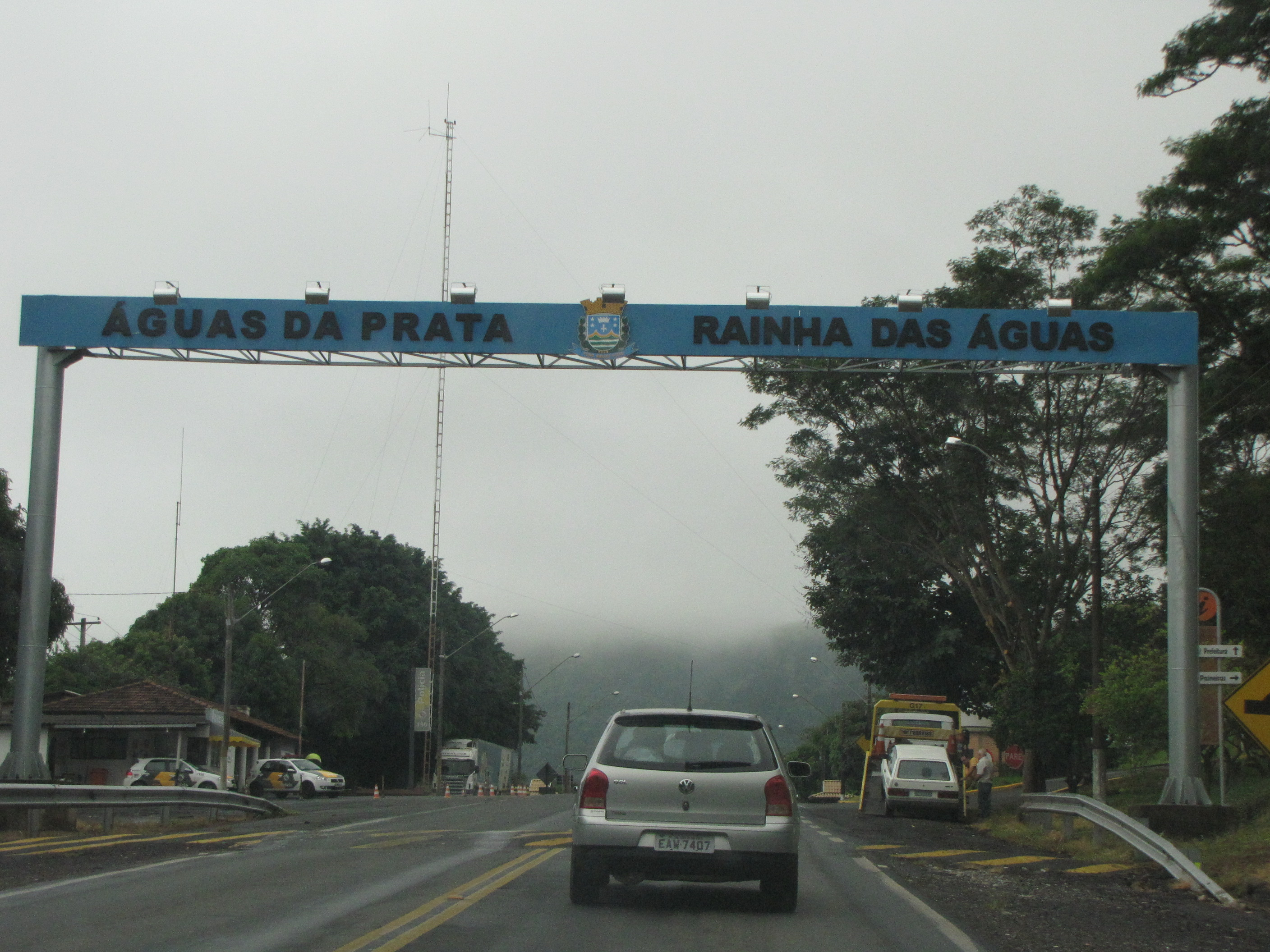
Portal da cidade.

- SP-342, que liga São Paulo a Minas Gerais.

### Ferrovias

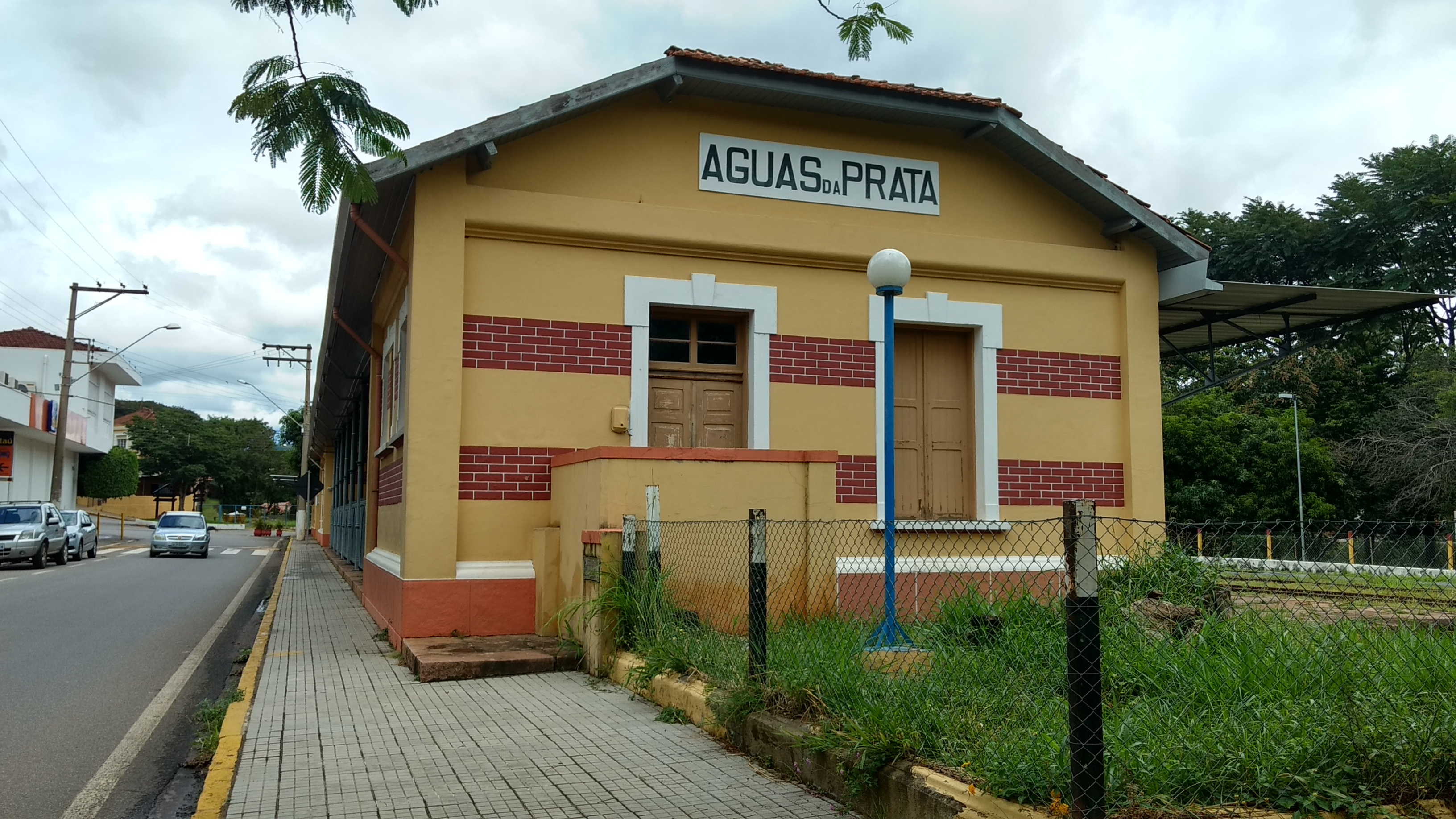
Estação Ferroviária.

A cidade foi servida por ferrovia a partir de 1886 quando foi aberto o Ramal de Caldas da Companhia Mogiana de Estradas de Ferro que tinha Caldas, atual Poços de Caldas, como estação final da linha. A cidade teve a sua origem a partir da estação ferroviária, que também era conhecida como Raiz da Serra, por ser a última antes de uma subida de serra.
Os trens de passageiros regulares circularam até 1976. Pelo ramal, também circularam os trens turísticos interestaduais da antiga Fepasa até 1998 e em 2016 ainda passavam pelo local trens cargueiros com minério de bauxita destinados para a fábrica da Companhia Brasileira de Alumínio.
O Conselho de Defesa do Patrimônio Histórico, Arqueológico, Artístico e Turístico (CONDEPHAAT) tombou o prédio da estação em 20 de março de 2018.

### Comunicações
O sistema de telefones automáticos foi inaugurado na cidade em 1973 pela Telecomunicações de São Paulo (TELESP), que também implantou o sistema de discagem direta à distância (DDD) em 1976 com o código de área (0196). Anteriormente a cidade era atendida pela Companhia Telefônica Brasileira (CTB).
Na década de 90 o código DDD da cidade foi alterado para (019), para padronização do sistema telefônico com a telefonia celular que estava sendo implantada em todo o estado.

## Turismo

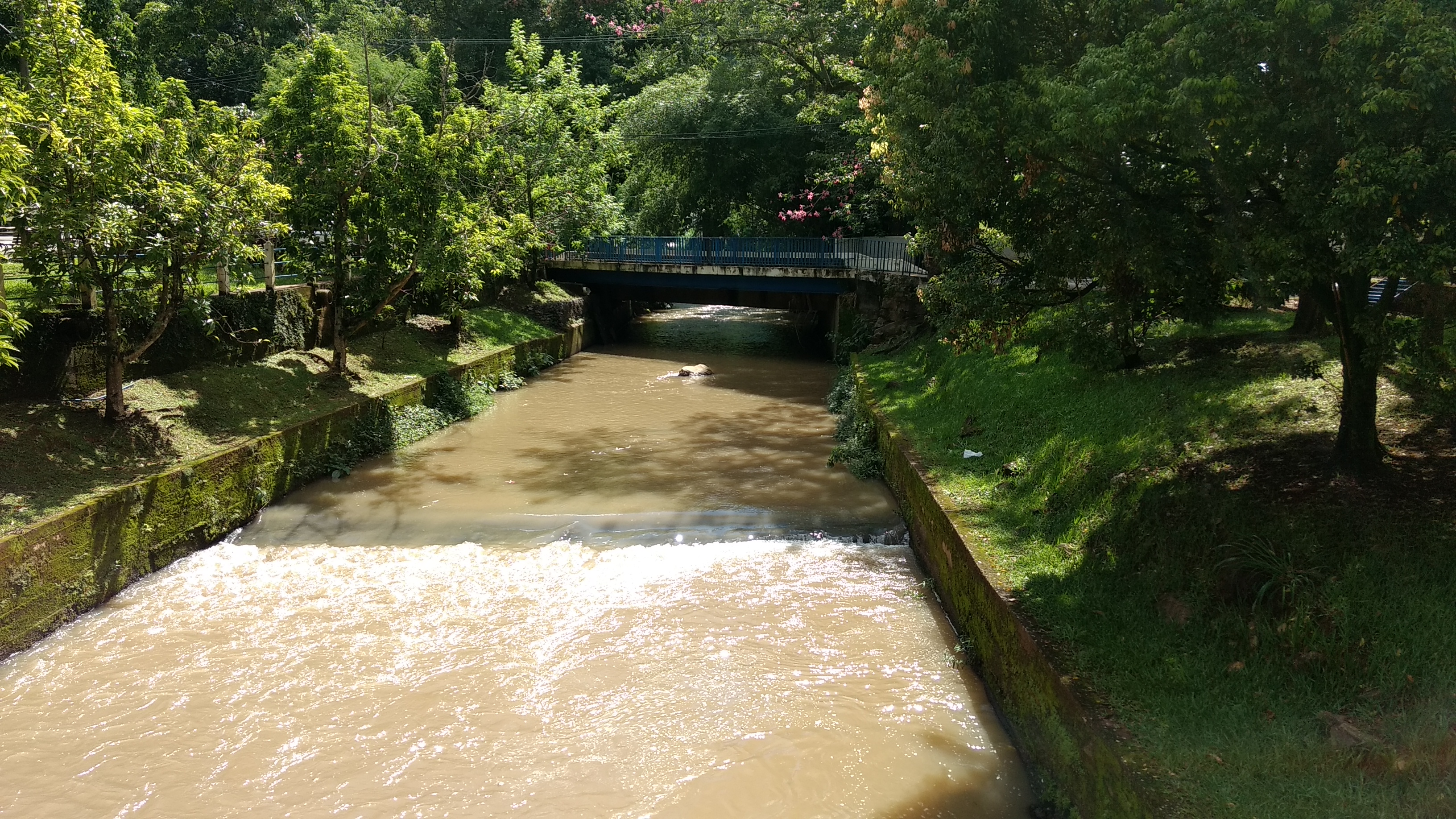
Praça.

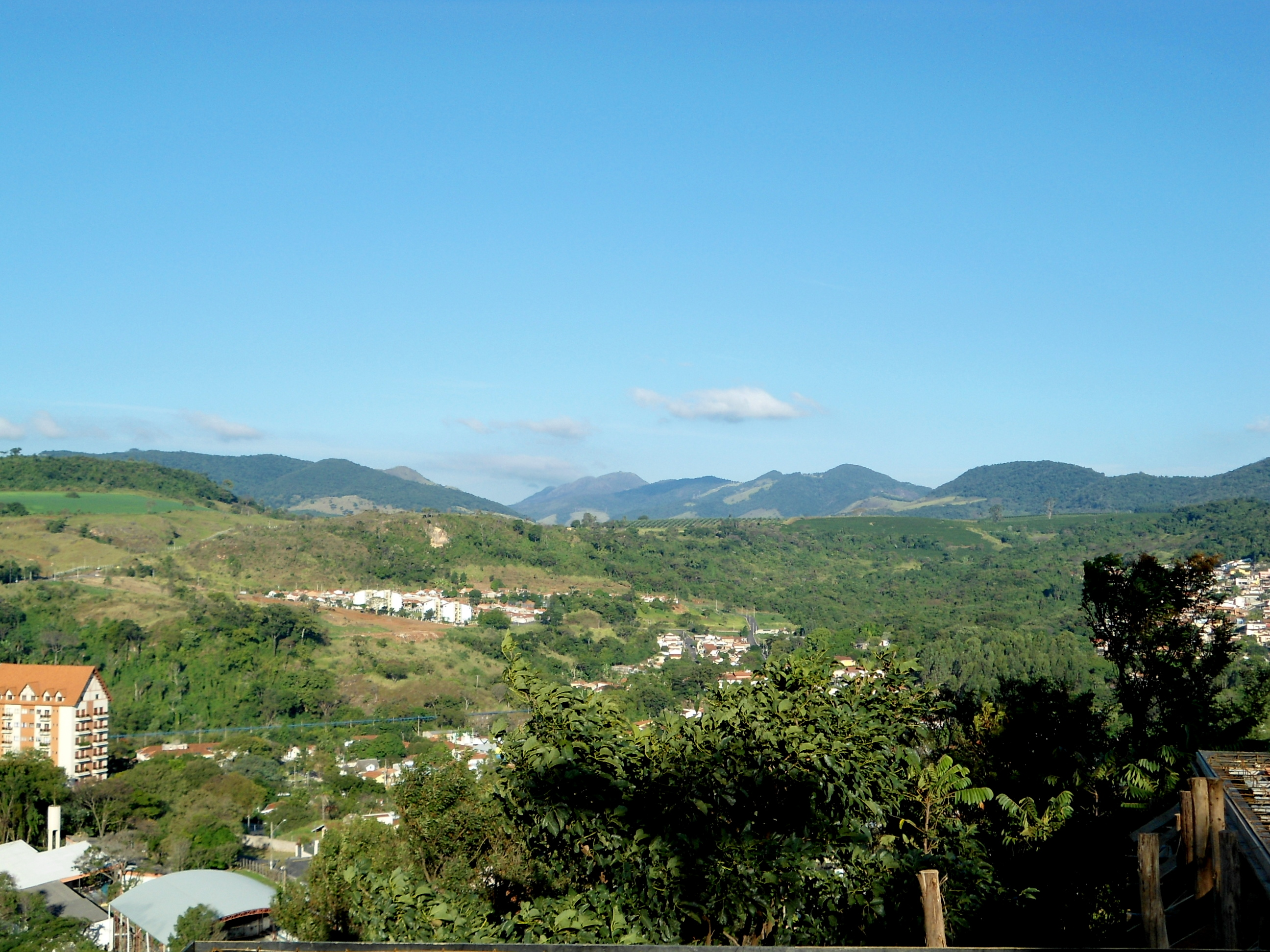
Serra da Mantiqueira.

### Cachoeiras

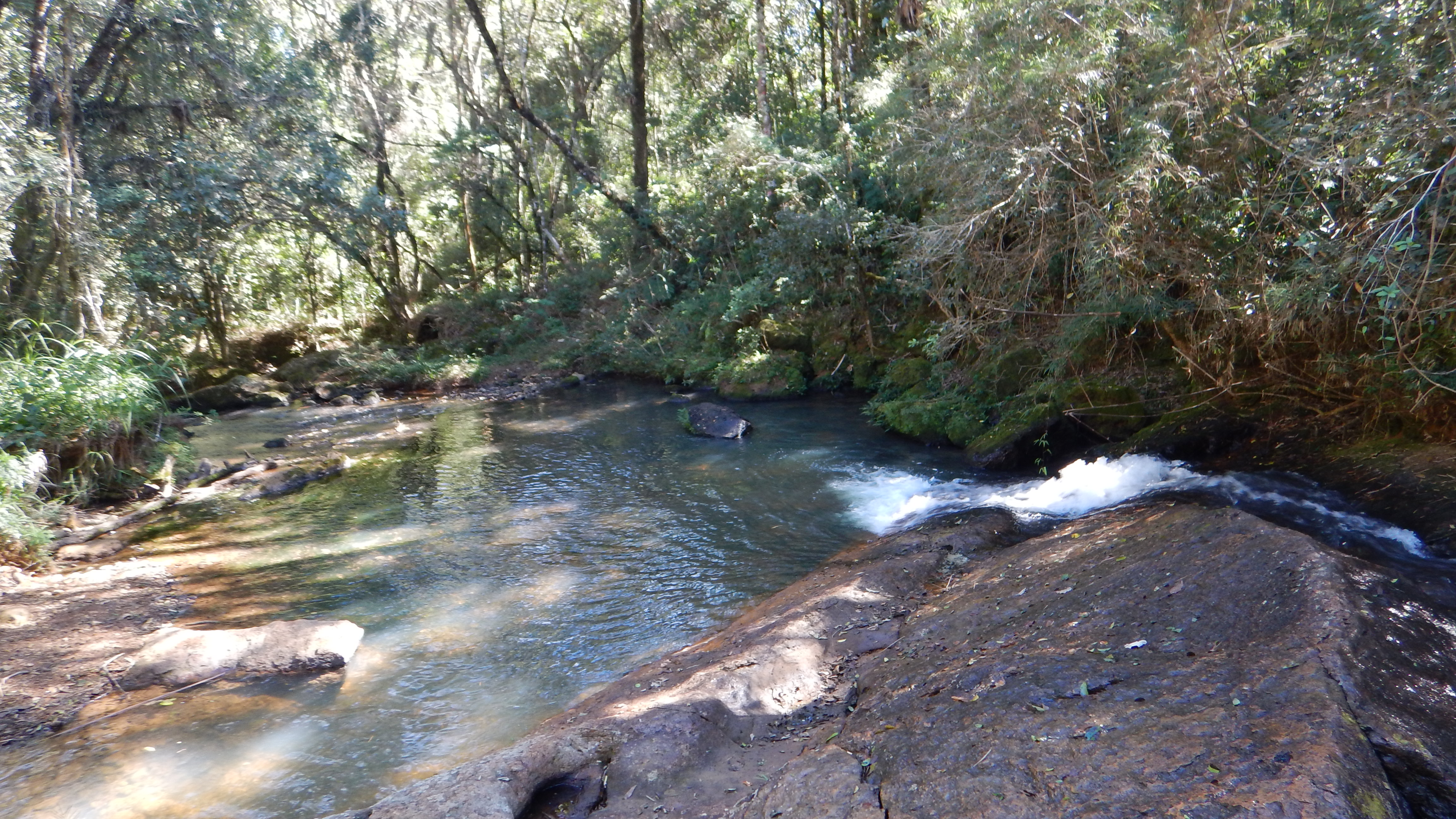
Cachoeira Ponte da Pedra.

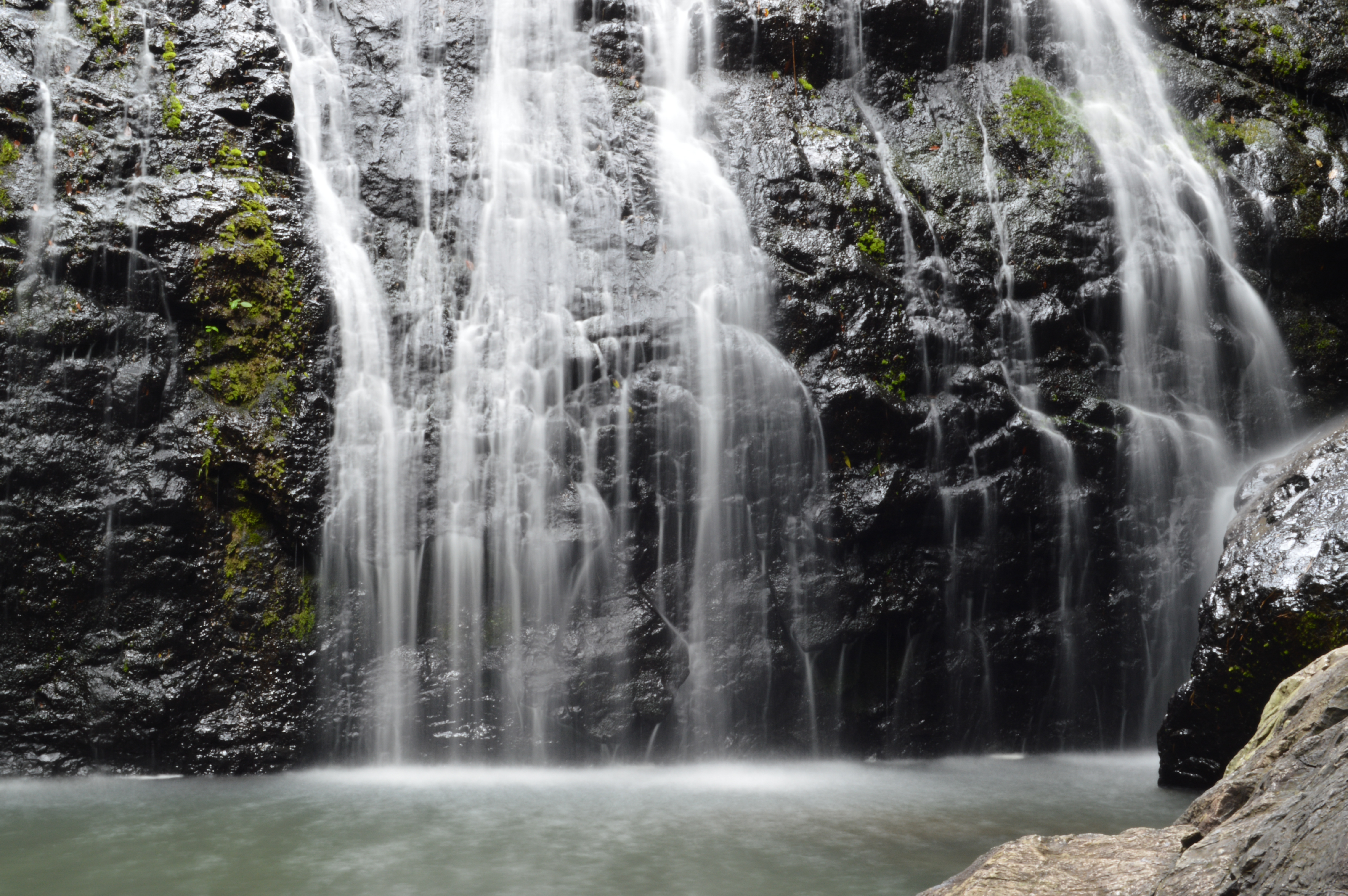
Cachoeira Sete Quedas.

A pungente presença das águas na cidade também presenteia a todos com belíssimas cachoeiras, com mais de 90 quedas catalogadas, sendo as principais: Cachoeira do Coqueiro Torto, Cachoeira das Índias, Cachoeira da Fonte Platina, Cachoeira Cascatinha, Cachoeira do Paiol, Cachoeira Sete Quedas, Cachoeira das Três Batalhas, Cachoeira do Leme, Cachoeira da Champanhe, Cachoeira do Silêncio, Cachoeira do Gavião Vermelho, Cachoeira Ponte da Pedra e Cachoeira do Serrote.
Nelas é possível praticar trekking, hiking, canyoning, cascading, rafting e bóia-cross.

### Artesanato

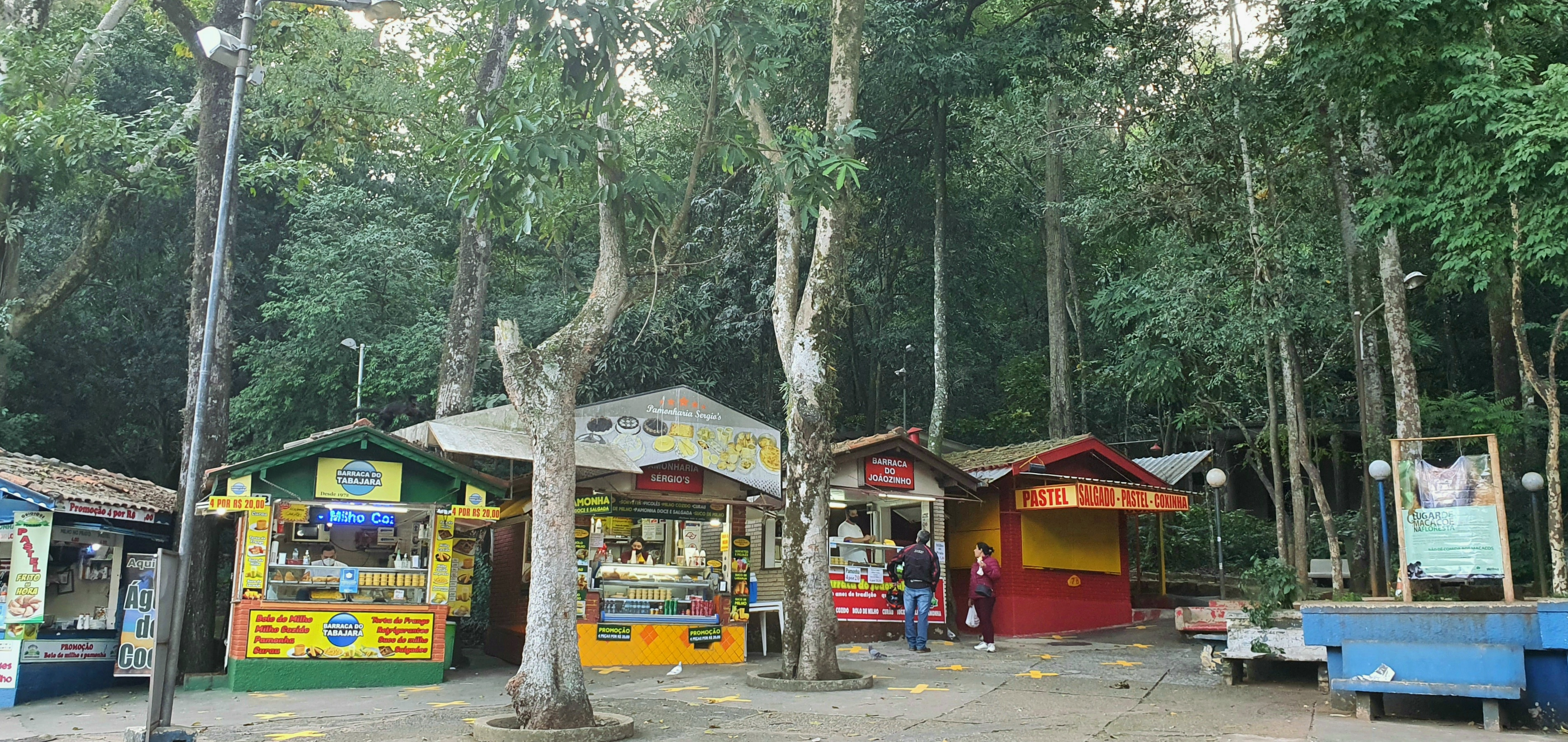
Quiosques.

No centro de Águas da Prata, as barracas de comida e artesanato movimentam a cidade.

### Ecoturismo

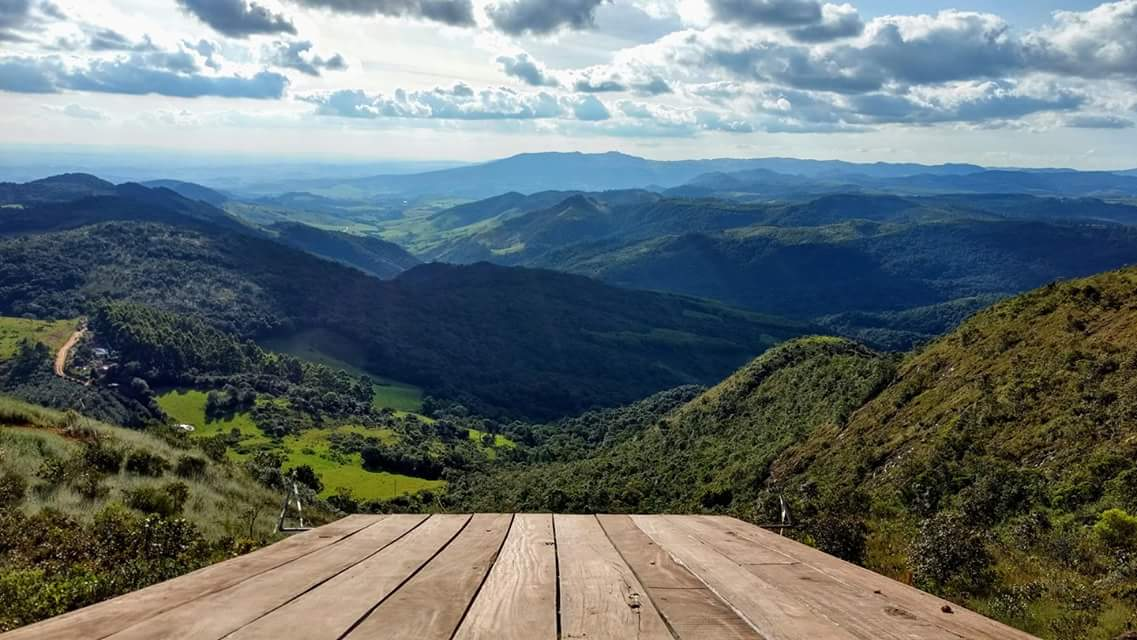
Rampa no Pico do Gavião.

A diversidade natural possibilita ainda a prática de caminhadas, cavalgadas, cicloturismo, off-road, arvorismo, tirolesa, escalada, montain bike.
A prática de voo livre também é uma atividade que atrai um grande número de turistas ao famoso Pico do Gavião, que é considerado um dos melhores locais do mundo para a prática de voo livre, sendo sua altitude de 1.663 m.

### Parque Estadual Águas da Prata
O Parque Estadual Águas da Prata abrange uma área de 50,43 hectares que atende às finalidades culturais, de preservação dos recursos naturais, de excepcional beleza, de impulso ao turismo, da recreação e da educação ambiental.
Abriga remanescentes em estágio avançado de regeneração do bioma mata atlântica, com amostras de jequitibás, perobas, palmito-juçara e outras espécies em extinção, de grande valor científico, cultural e paisagístico. A fauna encontra condições ideais de vida silvestre, constituindo-se área notável na conservação da biodiversidade.
O parque possui duas fontes de águas minerais (Fonte do Padre e Fonte Vilela) com características radioativas, que lhes confere o uso medicinal, além da integração com a Reserva Estadual Águas da Prata e com a Estância Hidromineral de Águas da Prata, consistindo nos principais atrativos da unidade de conservação.

### Turismo cultural
O turismo cultural também está presente, na cidade há dois espaços culturais, a Boca do Leão e Gloc, sendo promovido pelo último o 1º Festival de Imagem de Águas da Prata, inserindo a cidade no mapa cultural internacional (as outras 18 cidades são da Europa).

### Caminho da Fé
Águas da Prata é o primeiro município do Caminho da Fé, uma popular rota de peregrinação católica com destino à Basílica de Aparecida. O Caminho da Fé é também uma das mais populares rotas do cicloturismo nacional, mesmo entre não-católicos.

## Religião

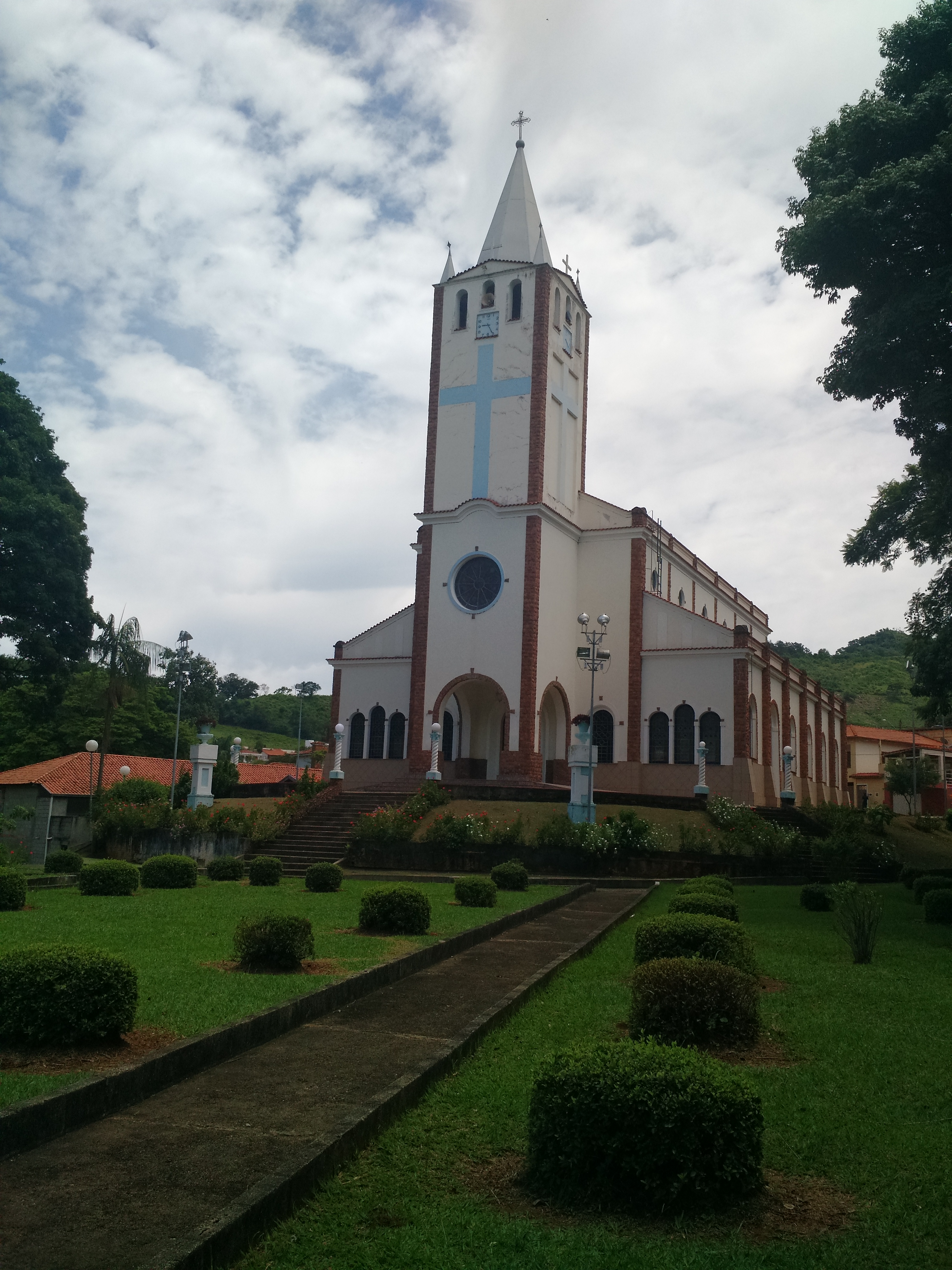
Igreja Nossa Senhora de Lourdes.

O Cristianismo se faz presente na cidade da seguinte forma:

### Igreja Católica
- A igreja faz parte da Diocese de São João da Boa Vista.[32]

### Igrejas Evangélicas
Entre as igrejas protestantes históricas, pentecostais e neopentecostais, encontram-se na cidade:
- Assembleia de Deus Ministério do Belém.[35][36]
- Congregação Cristã no Brasil.[37]